# Pius XII a Zagłada Żydów
Pius XII był po II wojnie światowej oceniany przez jego stosunek do Holocaustu i reakcji na te wydarzenia.

## Wydarzenia podczas wojny
Gdy II wojna światowa wybuchła, Pius XII starał się powstrzymać Włochy od włączenia się do niej, lecz Benito Mussolini zlekceważył jego ostrzeżenia. Po okazaniu współczucia krajom Beneluksu i Francji po napaści Niemców papież otrzymał od rządu włoskiego ostrzeżenie, że naraża się osobiście. Oświadczył na to, że gdyby nawet umieszczono go w obozie koncentracyjnym, nie przestanie protestować przeciw temu, co się stało z krajami Beneluksu i co się dzieje w Polsce. Dodał, że jego protest nie jest bardziej wyrazisty i stanowczy, bo mógłby tym uczynić los owych narodów tragiczniejszym. Przypuszcza się, że z tego powodu papież powściągliwie rzucał potępienia.
Radio Watykańskie w październiku 1939 roku potępiało okrucieństwa Niemców.
Pius XII wiedział o eksterminacji całych narodów w wystarczający sposób, by je potępić. Czynił to publicznie, mówiąc o setkach tysięcy ludzi skazanych na śmierć lub na stopniowe wyniszczenie, bez żadnej winy z ich strony, a tylko z powodu ich narodowości lub etnicznego pochodzenia.
Te wypowiedzi nie wymieniały Niemiec jako kraju takich zbrodni ani Żydów jako ich ofiar. Powodem, jak się przypuszcza, było to, że powszechnie wiedziano, o kogo chodzi.
Podczas wojny doceniano pomoc Watykanu dla ofiar prześladowań politycznych i rasowych, w tym Żydów. Nie oskarżano wówczas papieża o germanofilstwo czy sympatie profaszystowskie.

## Po wojnie
Po zakończeniu wojny podjęto w niektórych krajach temat milczenia Piusa XII o eksterminacji i zagładzie Żydów. Sztuka Rolfa Hochhuta Namiestnik (1963) wniosła ten problem na forum międzynarodowe.

## Próba oceny działań Piusa XII
Rozstrzygnięcie kontrowersji wokół działań papieża w latach poprzedzających wybuch wojny i podczas jej trwania wzięła na siebie powołana w 1999 roku międzynarodowa katolicko-żydowska komisja historyczna. Wiele pytań, które postawiono dotyczyło zaniechań lub wstrzymania się od reakcji ze strony Piusa XII mimo wyraźnych sygnałów (listy i raporty) płynących do Stolicy Apostolskiej z obszaru działań teatru wojennego.
Prof. Bernard Suchecky (ze strony żydowskiej) oświadczył, że

(…) wrogiem historyków jest anachronizm: nie możemy do Stolicy Apostolskiej tamtych czasów stosować dzisiejszej wizji świata.

Prof. Eva Fleischner (ze strony badaczy katolickich) przyznała, że Pius XII

(…) prawdopodobnie nie zdał sobie sprawy, że dla zatrzymania niszczycielskiej machiny nazizmu nie wystarczała modlitwa i dyplomacja: w związku z tym uważam, że był bardziej dyplomatą aniżeli prorokiem.

W wyniku prac historyków powstał raport pod tytułem: Watykan i Holocaust.
W 2011 roku, przy okazji uroczystości wręczania medalu Sprawiedliwy wśród Narodów Świata włoskiemu księdzu Gaetano Piccininiemu, ambasador Izraela przy Stolicy Apostolskiej, Mordechaj Lewy przyznał, że oskarżanie Piusa XII o antysemityzm jest błędem:

Mówienie, że Kościół katolicki, Watykan czy papież sprzeciwiali się ratowaniu Żydów, to błąd. Było dokładnie odwrotnie. Zawsze okazywali tyle pomocy, ile byli w stanie.

27 stycznia 2020 w siedzibie ONZ w Nowym Jorku odbyła się konferencja „Pamiętać o Holokauście: udokumentowane wysiłki Kościoła katolickiego w ratowaniu istnień ludzkich” zorganizowana przez Misję Stałego Obserwatora Stolicy Apostolskiej przy ONZ i Fundację "Pave the Way",  podczas której Michael Hesemann, niemiecki historyk, wykładowca Akademii Gustava Siewertha w Bierbronnen i autor książki "Pius XII wobec Hitlera" przyznał, że Pius XII swoimi działaniami uratował bardzo wielką liczbę Żydów: 

Za sprawą ponad 40 interwencji dyplomatycznych, ukrywając tysiące [Żydów] w samym Rzymie i uzyskując [dla nich] tyle wiz, ile rządy państw świata były skłonne przyznać, [Pius XII] uratował życie około 947 tys. Żydów.

Natomiast kierujący Fundacją „Pave the Way” Gary Krupp poinformował:

Po 2006 r. fundacja poświęciła setki godzin, wydobywając na światło dzienne dokumentację, która dowodzi, że Stolica Apostolska i Pius XII uratowali więcej Żydów niż wszyscy religijni i polityczni przywódcy razem wzięci.

### Głosy zwolenników Piusa XII
Jak pisze Andrzej Grajewski: znanych jest wiele świadectw uratowanych dzięki Piusowi XII Żydów, którzy publicznie dziękowali mu za ocalenie. We wrześniu 1945 roku Światowy Kongres Żydów ofiarował 20 tys. dolarów (wartość w 2021 roku ok. 295 tys. dolarów)  na prowadzone przez Watykan instytucje charytatywne w dowód uznania tego, co Stolica Święta uczyniła dla ratowania Żydów przed faszystowskimi i nazistowskimi prześladowaniami, co podważa tezę, jakoby papież popierał działania antysemickie. 29 listopada 1945 roku w Watykanie za wysiłki na rzecz ratowania Żydów papieżowi podziękowała delegacja 80 byłych więźniów obozów koncentracyjnych. W czasie wojny organizacje kościelne ocaliły 500–800 tys. Żydów.
Izraelski teolog i historyk Pinchas Lapide pisze Kościół Piusa XII uratował od pewnej śmierci z rąk nazistów 860 tysięcy Żydów. Liczba ta dalece przekracza efekty działań innych instytucji religijnych czy akcji ratunkowych podejmowanych przez państwa. Uważał, że otwarta krytyka Adolfa Hitlera doprowadziłaby do katastrofy(w liście pasterskim z 25 lipca 1941 roku biskupi holenderscy protestowali wobec okupanta przeciw utrudnieniom, jakich doświadczały liczne osoby i zgromadzenia religijne. Hitler podjął w odpowiedzi represje i zarządził nieco później deportację 40 tys. Żydów na teren Niemiec, gdzie stali się oni ofiarami obozów zagłady). Dzięki poparciu Piusa XII deportacji uniknęło około 80 tys. węgierskich Żydów, zaś kolejnych 12 tys. z całej Europy otrzymało wizy do Dominikany.
Tezy krytyczne zatem wobec papieskiej dyplomacji podczas II wojny światowej, są coraz częściej – w miarę dostępu do dokumentów – podawane w wątpliwość przez badaczy papieskiej dyplomacji. W 2009 roku gazeta L’Osservatore Romano ujawniła szereg depesz dyplomatycznych, z których wynikało, że Watykan odgrywał aktywną rolę w informowaniu aliantów o zbrodniach narodowych socjalistów i domagał się pomocy w ratowaniu Żydów przed zagładą. Wysiłki te zostały w dużej mierze zignorowane przez dyplomację Stanów Zjednoczonych i Wielkiej Brytanii, pomimo że informacje te znajdowały potwierdzenie w informacjach dostarczanych przez ich własny wywiad, jak i wywiad krajów okupowanych (Jan Karski).

### Głosy przeciwników Piusa XII
Obiektywizm, a nawet wiarygodność niektórych udostępnianych dokumentów watykańskich na temat Piusa XII jest czasem kwestionowana przez krytyków Kościoła. Jeden z nich jako argument wysunął to, że opublikowana w roku 2000 na oficjalnej stronie Watykanu encyklika Summi Pontificatus ma jakoby o 28 punktów więcej niż jej oryginał z 1939 roku. Głos ten wynika z nieporozumienia, gdyż zarówno tekst łaciński jak i włoski został podany za oficjalnym wydaniem Acta Apostolicae Sedis, które nie umieściło punktów wewnątrz tekstu. Krytyk ten zarzuca też, że w encyklice Summi Pontificatus nie pojawia się żadne ze słów takich jak: Hitler, wojna, Polska, Niemcy. Nie jest to do końca zgodne z prawdą, ponieważ w punkcie 79 papież wyraził żal wobec agresji na Polskę, a także nadzieję na odzyskanie przez nią niepodległości.
Włoscy historycy Mario José Cereghino i Giuseppe Casarrubea, specjalizujący się w badaniach w londyńskim archiwum Kew Gardens ogłosili, że odnaleziono dokumenty, rzucające cień na postawę Piusa XII wobec Holocaustu. Materiały, według nich, wskazują na to, że nie chciał on otwarcie potępić hitlerowskich władz Niemiec. W jednym z dokumentów, telegramie z 19 października 1943 roku, jest mowa o spotkaniu Piusa XII z przedstawicielem dyplomacji USA przy Stolicy Apostolskiej Haroldem Tittmannem. Mimo że 3 dni wcześniej miało miejsce wywiezienie tysiąca Żydów w rzymskim getcie, głównym zmartwieniem Piusa była sytuacja żywnościowa w mieście. Był również zaniepokojony małymi bandami komunistów operujących wokół Rzymu, które mogłyby dopuszczać się aktów przemocy w mieście w czasie między niemiecką ewakuacją a przybyciem aliantów. Z notatek amerykańskiego dyplomaty wynika też, że papież miał stwierdzić, iż jak do tej pory Niemcy szanowali Państwo Watykańskie i własność Stolicy Apostolskiej w Rzymie oraz byli dobrze nastawieni do Watykanu. Inny dokument, datowany na listopad 1944 roku, to sprawozdanie z rozmowy Piusa XII z ambasadorem brytyjskim D’Arcy Osbornem. Było to już po wyzwoleniu Rzymu spod niemieckiej okupacji w lutym, ale deportacje węgierskich Żydów do Auschwitz-Birkenau i innych obozów trwały nadal. Ambasador naciskał, aby Pius XII potępił nazistowskie deportacje oraz stanął w obronie węgierskich Żydów. Pius odpowiedział mu, że jest pod presją by potępić również sowieckie zbrodnie wojenne w Polsce i w krajach bałtyckich, a on odradzał mu to ze względu na reakcję opinii publicznej wobec ZSRR – sojusznika aliantów. Ambasador stwierdził, że on osobiście nie widział żadnych dowodów by Sowieci dopuszczali się takich okrucieństw, a jeśli nawet miały miejsce to nie można ich nawet porównywać z masową eksterminacją Żydów. Papież nadal zastanawiał się co zrobić i w każdym razie jego potępienie będzie anonimowe co znaczyło, że potępione zostaną nadużycia, ale bez wskazywania sprawców. Historyk i znawca Piusa XII Andrea Riccardi zauważył, że Pius przyjął zasadę potępiania grzechu, a nie grzesznika podtrzymując swoją linię, do której do tego czasu się stosował.